# Stekmes
Een stekmes (ook oculeermes genoemd) is tuingereedschap om planten te stekken of oculeren. Het is inklapbaar en heeft een kort lemmet. Vaak worden de stekjes in een kas gezet. Slechts bepaalde planten kunnen worden gestekt of geoculeerd.
Het is van belang dat het mes voldoende scherp is, omdat de snede glad moet zijn. Wanneer deze rafelig is, hebben ziektekiemen eerder vat. Meestal wordt een wetsteen gebruikt bij het slijpen. Vaak wordt ook stekpoeder gebruikt.